# Marco Marzano
Marco Marzano (* 10. června 1980 Cuggiono) je italský profesionální cyklista.

## Nejlepší výsledky

### 2006
- 2. místo - Brixia Tour

### 2007
- 3. místo - 19. etapa Giro ď Italia